# 孔納
孔納（法語：Konna）是馬利共和國的城鎮，位於該國中部，由莫普提區的莫普提省負責管轄，處於莫普提東北面60公里，面積838平方公里，海拔高度268米，2009年人口36,767，人口密度每平方公里44人。